# Grant Kekana
Grant Kekana (Polokwane, 31 de octubre de 1992) es un futbolista sudafricano que juega en la demarcación de defensa para el Mamelodi Sundowns FC de la Liga Premier de Sudáfrica.

## Selección nacional
Hizo su debut con la selección de fútbol de Sudáfrica el 9 de junio de 2022 en un encuentro de clasificación para la Copa Africana de Naciones de 2023 contra Marruecos que finalizó con un resultado de 2-1 a favor del combinado marroquí tras los goles de Youssef En-Nesyri y Ayoub El Kaabi para Marruecos, y de Lyle Foster para Sudáfrica.

## Clubes
| Club                      | País      | Año       | Partidos | Goles |
| ------------------------- | --------- | --------- | -------- | ----- |
| University of Pretoria FC | Sudáfrica | 2010      | 7        | 0     |
| SuperSport United FC      | Sudáfrica | 2010-2013 | 41       | 0     |
| University of Pretoria FC | Sudáfrica | 2013-2015 | 60       | 3     |
| SuperSport United FC      | Sudáfrica | 2015-2021 | 134      | 3     |
| Mamelodi Sundowns FC      | Sudáfrica | 2021-     | 143      | 8     |